# ديفيد ج. أندرسون
ديفيد ج. أندرسون  (بالإنجليزية: David J. Anderson)‏ (من مواليد 1956) هو طبيب بيولوجي أميركي، عمل ديفيد كمحقق في معهد هوارد هيوز الطبي. يقع مختبره في معهد كاليفورنيا للتكنولوجيا، حيث يشغل حاليًا منصب أستاذ سيمور بنزر لعلم الأحياء، ورئيس قسم تيان تشياو وكريسي تشين للعلوم العصبية. كما يشغل ديفيد منصب مستشار مؤسس معهد ألين لأبحاث الدماغ، وهو معهد أبحاث غير ربحي بتمويل من الراحل بول ج. ألين، وقاد جهود المعهد المبكرة لإنشاء خريطة شاملة للتعبير الجيني في دماغ الفأر.
حصل أندرسون على جائزة المحقق الرئاسي الشاب من NSF في عام 1986، وجائزة ألدن سبنسر لعام 1999 من جامعة كولومبيا، وجائزة الباحث المتميز من معهد بول ألين عام 2010. وفي عام 2017 ، فاز بجائزة جامعة شمال كارولينا للعلوم العصبية السابعة عشر، وفي عام 2018 ، فاز بجائزة إدوارد سكونليك في علم الأعصاب.

## أبحاثه
ركّزت أعمال أندرسون من منتصف الثمانينات إلى أوائل الألفينات على تطوير وظيفة الجهاز العصبي، ولا سيما آلية تحديد مصير الخلايا الجذعية العصبية. ينصب تركيز مختبره الحالي على تشريح الجينات والدوائر العصبية التي تكمن وراء السلوكيات الفطرية والحالات العاطفية المرتبطة بها، مثل الخوف والعدوان.
في معهد كاليفورنيا للتكنولوجيا، أشرف ديفيد على مشاريع مثل دراسة العدوان في ذباب الفاكهة. كما درس آليات الخوف واللمس. كما درس النشاط العصبي في أدمغة الفئران خلال السلوكيات الاجتماعية مثل التزاوج والعدوان.

## المناصب
انتُخب ديفيد زميلًا للأكاديمية الأمريكية للفنون والعلوم في عام 2002. وفي عام 2007، تم انتخابه عضوًا في الأكاديمية الوطنية للعلوم.
تم تدريب ديفيد من قِبَل اثنين من الحائزين على جائزة نوبل، وهما غونتر بلوبل وريتشارد أكسل.

## روابط خارجية
- Anderson's profile on HHMI website
- Anderson's profile at Caltech
- The David Anderson Research Group website